# 市川夏江
市川 夏江（いちかわ なつえ、1935年6月8日 - ）は、日本の女優。本名は同じ。神奈川県出身。

## 人物・略歴
舞台芸術学院卒業。
特技は日舞。
劇団・青俳を得て、フリーとなり映画、舞台、テレビドラマなどで活躍する。
2015年、第50回紀伊國屋演劇賞・50回記念特別賞にて女優賞を受賞。

## 出演

### 映画
- ザ・レイプ（1982年）
- 春駒のうた（1986年）
- 美しい夏キリシマ（2003年）

### 舞台
- メディア
- 天保十二年のシェイクスピア
- 竹取物語
- しんしゃく源氏物語
- エレクトラ
- にごりえ
- 椰子の島
- 新・近松心中物語
- オレステス

### テレビドラマ
- 五人の野武士 第14話「血闘 虎谷の関」（1969年、NTV）
- 太陽にほえろ! 第194話「兄妹」（1976年、NTV）
- ポーラテレビ小説 / さかなちゃん（1976年、TBS）
- Gメン'75　（TBS）
  - 第81話「灰色高官殺人事件」（1976年）
  - 第111話「Ｇメン対県警 女子大生殺し」（1977年）−相良トメ（光夫の母）
  - 第162話「女子大生と警官の異常な関係」（1978年）−武田てる
  - 第178話「速水刑事を射つ男たち」（1978年）−坂本巡査の母
  - 第259話「銭湯帰りのOL殺人事件」（1980年）−中華料理店 店主の妻
  - 第263話「痴漢のアリバイ」（1980年）−大塚（母）
- 1年B組新八先生（1980年、TBS）-矢沢敏江役
- 2年B組仙八先生（1981年、TBS）-杉下千春の母役
- 大江戸捜査網 第553話「尼僧が誘う妖艶やわ肌蜘蛛」（1982年、テレビ東京 / 三船プロ） - つね
- 3年B組貫八先生（1982年、TBS）
- オサラバ坂に陽が昇る（1983年、TBS）
- 土曜ワイド劇場　（ANB）
  - 炎の中の美女 江戸川乱歩の「三角館の恐怖」（1984年）
  - 探偵・神津恭介の殺人推理5血ぬられた薔薇（1986年）
- 朝の連続テレビ小説 / 澪つくし（1985年、NHK）
- いのち（1986年、NHK）
- 男の家庭科（1985年、CX）
- 火曜サスペンス劇場 / ウエディングドレス（1986年、NTV）
- 森村誠一サスペンス / シンデレラスター殺人事件（1987年、KTV）
- びいどろで候〜長崎屋夢日記（1990年、NHK）
- 悶え苦しむ活字中毒者（1990年、KTV）